# Мехмед Садык-паша
Мехмед Садык-паша (тур. Mehmed Sadık Paşa, 1825—1901) — османский государственный деятель XIX века.
В феврале 1869 — августе 1870 был министром финансов, в августе-октябре 1870 — министром вакуфов, в августе-ноябре 1871 и августе 1872 — феврале 1873 — министром финансов, в апреле-мае 1878 — министром внутренних дел. Параллельно с этим, в октябре 1870 — сентябре 1871 и июне-августе 1872 он был губернатором Айдына, в феврале-мае 1877 — губернатором провинции Дунай, в мае 1878 — июне 1881 — губернатором Алжир-и Бахр-и Сефид.
В октябре 1875 — марте 1878 был османским послом в Париже. Во время правления Абдул-Хамида II в течение месяца и 10 дней занимал пост великого визиря.